# V713 Возничего
V713 Возничего (лат. V713 Aurigae) — двойная затменная переменная звезда типа W Большой Медведицы (EW) в созвездии Возничего на расстоянии (вычисленном из значения параллакса) приблизительно 9154 световых лет (около 2807 парсеков) от Солнца. Видимая звёздная величина звезды — от +16,98m до +16,81m. Орбитальный период — около 0,3948 суток (9,4754 часов).

## Характеристики
Первый компонент — оранжевая звезда спектрального класса K. Эффективная температура — около 4667 K.
Второй компонент — оранжевая звезда спектрального класса K.